# Iamne, Kameanka-Buzka
Iamne (în ucraineană Ямне) este un sat în comuna Streptiv din raionul Kameanka-Buzka, regiunea Liov, Ucraina.

## Demografie
Componența lingvistică a localității Iamne
     Ucraineană (98,39%)
     Română (1,61%)
Conform recensământului din 2001, majoritatea populației localității Iamne era vorbitoare de ucraineană (98,39%), existând în minoritate și vorbitori de română (1,61%).